# アリナ族

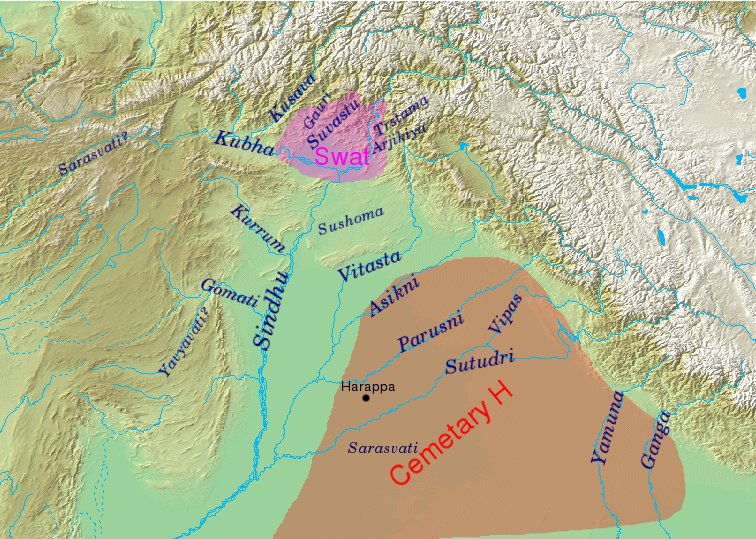
十王戦争の戦場となった五河地方（パンジャーブ）

アリナ族（サンスクリット語 अलिन Alina）は、古代インドの宗教文献『リグ・ヴェーダ』に言及される部族のひとつ（7.18.7）。十王戦争に、プール族をはじめとする十王軍のひとつとして参戦し、スダース王率いるトリツ族・バラタ族軍に敗れた。
玄奘の『大唐西域記』に記載されている、現在のアフガニスタンとパキスタンの国境付近のヌーリスターン州にあたる土地の名が、アリナ族のものであるという説がある。